# Kamil Jastrzębski
Kamil Jastrzębski (ur. 26 sierpnia 1992 w Kraśniku) – polski lekkoatleta, specjalizujący się w biegach długodystansowych.

## Osiągnięcia
- Mistrzostwa Polski seniorów w lekkoatletyce (4 medale)
  - Olesno 2020 – złoty medal w maratonie
  - Włocławek 2020 – srebrny medal w biegu na 5000 metrów
  - Poznań 2020 – srebrny medal w biegu ulicznym na 10 kilometrów
  - Kwidzyn 2020 – srebrny medal w biegu przełajowym na 8 kilometrów

## Rekordy życiowe
- bieg na 3000 m – 8:31,14 – Warszawa 2019
- bieg na 5000 m – 14:04,62 – Włocławek 2020
- bieg na 10 000 m – 29:32,09 – Karpacz 2020
- bieg na 10 km – 29:32 – Poznań 2020
- półmaraton – 1:04:57 – Warszawa 2019
- maraton – 2:11:08 – Walencja 2021